# 奥原ゆきの
奥原 ゆきの（おくはら ゆきの、2000年9月1日 - ）は、日本のタレント。神奈川県出身。生島企画室所属。以前はスプラウトに所属していた。

## 学歴
慶應義塾大学総合政策学部政策学科　在学中

## 趣味・特技
Z世代市場調査、化粧品比較、ダンス、チアリーディング

## 資格
コスメコンシェルジュ資格、日本化粧品検定1級、普通自動車免許、英検2級

## 経歴
- イベント:ミス慶應義塾大学SFC2020グランプリ、ETVOS 2022　AWCollection model
- コンクール:USA Nationals チアリーディング全国選手権大会　準優勝

## 現在の出演番組
- めざましテレビ（フジテレビ） - まいにちランキング
- gee up sprout（FMサルース 、FMしながわ、イッツコムチャンネル10 ）

## 過去の出演番組
- 祈りのカルテ（日本テレビ、2022年10月29日）第4話ゲスト - 前田ゆき役